# اليكس ايفنز
اليكس ايفنز (بالإنجليزية: Alex Evans)‏ (1 يناير 1991 في المملكة المتحدة - ) هو لاعب كرة قدم بريطاني في مركز الدفاع. لعب مع أكسفورد يونايتد وكارديف سيتي.